# Das Glück kam über Nacht
Das Glück kam über Nacht (Originaltitel: The Lavender Hill Mob) ist eine britische Filmkomödie des Regisseurs Charles Crichton aus dem Jahr 1951. Deutschland-Premiere des auch unter dem Titel Einmal Millionär sein bekannten Films war am 18. Januar 1952. Der Film gehört zum Genre der Heist-Movies.

## Handlung
Henry Holland ist ein scheuer Bankangestellter in London, der seit Jahren für die Überwachung des Transports von Goldbarren zuständig ist. Nach außen hin gibt er sich penibel und überängstlich, doch er glaubt, den perfekten Plan zum Raub der Barren und der anschließenden Flucht entwickelt zu haben. Auf die Idee kam Holland, als ein neuer Mieter in seiner Pension einzog. Pendlebury ist der Inhaber einer Gießerei, die nutzloses Schmuckwerk und Souvenirs herstellt. Pendlebury sucht ebenso nach einer Möglichkeit, aus seinem bisherigen Leben auszubrechen.
Als Holland befördert werden soll und dadurch sein Aufgabengebiet verliert, will er den Plan schnell verwirklichen. Innerhalb einer Woche heuern Holland und Pendlebury zwei Gauner an, Smith und Shorty, die ihnen beim Raub helfen sollen. Der Plan ist einfach, aber clever. Smith und Shorty sollen den Goldwagen entführen und zu Pendleburys Lieferwagen fahren. Das Gold ist in der Barrenform wertlos, also soll es zur Gießerei gebracht, eingeschmolzen und in Form von kleinen Souvenir-Eiffeltürmen nach Frankreich gebracht werden.
Der Plan gelingt trotz zahlreicher Turbulenzen und die Souvenir-Eiffeltürme gelangen unbemerkt von Polizei und Zoll nach Paris. Die Besitzerin eines Souvenirladens am Fuße des Eiffelturms hat aber entgegen den Anweisungen Pendleburys sechs von den Goldtürmchen an die Schülerinnen einer englischen Schulklasse verkauft. Als Holland und Pendlebury dies bemerken, versuchen sie, die fehlenden Türme von den Schülerinnen zurückzukaufen. Bei fünf der Türme klappt das auch. Den sechsten Turm schenkt das Mädchen, das den Turm nicht wieder hergeben möchte, einem Polizisten in einer Polizei-Ausstellung. Diesen Turm entwenden Holland und Pendlebury ebenfalls, doch nach einer wilden Verfolgungsjagd durch die Polizei-Ausstellung und London wird Pendlebury verhaftet. Holland kann nach Südamerika fliehen, gibt dort den reichen Gönner, wird aber am Ende ebenfalls festgenommen.

## Hintergrund
Robert Shaw gab in dem Film sein Spielfilmdebüt, er wurde aber ebenso wie der spätere Darsteller des James-Bond-Erfinders „Q“, Desmond Llewelyn, nicht im Abspann genannt. Audrey Hepburn war eigentlich für eine größere Rolle vorgesehen, doch durch ihr Bühnenengagement musste sie auf eine kleine Rolle ausweichen.

## Kritiken
Für das Lexikon des internationalen Films war der Film eine „herzerfrischend heitere Kriminalkomödie, die ein Paradebeispiel aus der Nachkriegsära des britischen Lustspiels ist, das sprudelnd von Ideen und voll von trockenem Humor, hintergründig und zugleich liebevoll den biederen Kleinbürger und seine verborgenen Träume karikiert.“ „Urkomisch“ lautete das Urteil der Filmzeitschrift Cinema.

## Auszeichnungen
Das Glück kam über Nacht wurde 1952 mit dem BAFTA Award in der Kategorie Bester britischer Film geehrt und war in der Kategorie Bester Film nominiert. Bei der Oscarverleihung 1953 wurde T. E. B. Clarke in der Kategorie Bestes Originaldrehbuch mit dem Oscar ausgezeichnet. Alec Guinness war zudem als Bester Hauptdarsteller nominiert.
Das British Film Institute wählte Das Glück kam über Nacht im Jahr 1999 auf Platz 17 der besten britischen Filme aller Zeiten.

## Synchronisation
Die deutsche Synchronfassung entstand 1952 in den Ateliers der Rank Film Synchronproduktion Hamburg. Synchronregie führte Edgar Flatau.
| Rolle         | Darsteller        | Synchronsprecher         |
| ------------- | ----------------- | ------------------------ |
| Henry Holland | Alec Guinness     | Reinhold Nietschmann     |
| Pendlebury    | Stanley Holloway  | Helmut Peine             |
| Shorty        | Alfie Bass        | Joseph Offenbach         |
| Smith         | Sid James         | Ralf Wolter              |
| Farrow        | John Gregson      | Wolfgang Schwarz         |
| Clayton       | Sydney Tafler     | Walter Langwitz          |
| Mrs. Chalk    | Marjorie Fielding | Erna Nitter              |
| Miss Evesham  | Edie Martin       | Charlotte Voigt-Wichmann |

## DVD-Veröffentlichung
- Einmal Millionär sein. Universal 2007

## Soundtrack
- Georges Auric: The Lavender Hill Mob. Suite. Auf: The Film Music of Georges Auric. Chandos, Colchester 1999, Tonträger-Nr. CHAN 9774 – digitale Neueinspielung durch das BBC Philharmonic unter der Leitung von Rumon Gamba